# Reggenza di Maybrat
La reggenza di Maybrat (in indonesiano: Kabupaten Maybrat) è una reggenza dell'Indonesia, situata nella provincia di Papua sud-occidentale.